# 皿三昧
《皿三昧》（日语：さらざんまい）是一部由幾原邦彦執導、MAPPA与Lapin Track联合制作的日本原创动画，自2019年4月11日起至6月20日為止於富士電視台的noitaminA時段播放。故事描述三位中學生被變成日本傳說中的妖怪河童的經歷。

## 故事简介
因為無心地惹惱了河童王國的王子，一稀、悠以及燕太被迫變成河童，開始了在淺草打擊河童殭屍的生活。雖然打敗河童殭屍後的獎勵是可以實現願望的「希望之盤」，但在過程中三人也必須以洩露自己的秘密為代價。這才讓大家知道，每個人為了維持與他人「聯繫」都秘密地背負多少故事......

## 登场人物
矢逆一稀（聲優：村瀨步）
身高160cm，體重46公斤。生日是4月29日。血型為B型。
中學二年級生。和久慈悠以及陣内燕太一起被Keppi選中，共同協助打擊河童殭屍的河童之一，領巾顏色為紅色。渴望聯繫之人是弟弟春河。
於祖父病逝時得悉自己並非親生。從那時起覺得被收養的自己和矢逆家格格不入，因此自覺和這世界毫無聯繫。在為了解決和親生母親之間的聯結時，間接導致弟弟春河發生意外。一稀從此放棄足球，拋棄珍惜的腳環，甚至假扮吾妻沙羅，以逃避的方式來讓春河開心。其在解救春河前一直帶著裝有吾妻沙羅變裝用具的箱子。
在悠和燕太協助他解救春河當中，他明白了自己從未被矢逆爸媽或是春河抗拒在外，因此解決了自己關於聯繫的問題。一稀想用希望之盤解決的問題，也從修補和春河的關係變成為悠拉近和哥哥距離。
在學校足球社活躍時因為主動接觸，而和陣内燕太成為黃金搭檔，但於放棄足球後開始疏遠。燕太對自己的高度重視，則是在燕太命危之際由燕太的姐姐和春河描述了才讓他重新認知。在未來的洩露中右腳發生意外受傷無法踢足球而在醫院復健。
一稀以名來稱燕太，而在解決和春河聯結的問題之後也開始以名來稱悠。在一稀接到悠打來的電話時，手機螢幕顯示的是「未儲存號碼」。
名字由来是時代劇『三匹が斬る!』主人公「矢坂 平四郎(やさか へいしろう)」
久慈悠（聲優：内山昂輝）
身高165cm，體重48公斤。生日是11月1日。血型為A型。
中學二年級生，是一稀同班的轉學生。雖然是轉學，但其實小時候就住在淺草，家中在賣蕎麥麵。主要武器與哥哥誓皆是長尺。
和矢逆一稀以及陣内燕太一起被Keppi選中，共同協助打擊河童殭屍的河童之一，領巾顏色為藍色。渴望聯繫之人是哥哥久慈誓。總會帶著手槍。
在悠和誓遭遇家變之後，悠所希望保留的蕎麥麵店由誓以不法手段籌資買回，在小時候犯的罪也被誓頂下。由於自己讓哥哥捨棄了一切，所以悠也從小時候便決心也要為哥哥捨棄一切。重回淺草的悠為了證明自己能和誓一起生活，而有進行大麻、偷車和用私刑的事業。他亦為此在打擊河童殭屍期間和一稀競爭希望之盤，想藉此改變自己和哥哥的生活。
小時候喜好足球，但在小時候為了向誓展現對等犧牲的決心，而從橋上把愛好的足球丟入河水。此時他也初次見到一稀，並且把腳環給了他。
悠在參與解救春河之後被一稀改以名相稱，甚至被他邀請一起踢足球。知曉燕太單方面對一稀的心意後，悠亦有顯得憐憫，甚至在對方窒礙自己和一稀相處時亦沒有怪罪。
後來因為趕不及取得希望之盤，而隨哥哥誓離開，於目睹對方斷絕聯繫的做法時有所猶豫。但在哥哥遇害之後，其決心持鎗打算搶奪一稀剛得到的金色希望之盤。而在一稀使用了希望之盤許下願望後，悠被代表絕望的黑暗Keppi誘離。在未來的洩露中自己在看守所內服刑，而故事最後也去看守所服刑三年後回歸。
悠以名來稱一稀，但以姓來稱燕太。手機存有一稀和燕太兩人的電話號碼，而一稀的電話號碼是以片假名的一稀(カズキ)儲存。
名字由来是時代劇『三匹が斬る!』主人公「久慈 慎之介(くじ しんのすけ)」。
陣内燕太（聲優：堀江瞬）
身高158cm，體重45公斤。生日是5月28日。血型為AB型。
中學二年級生，姐姐是在同校當老師的音寧,和祖母同住。
和矢逆一稀以及久慈悠一起被Keppi選中，共同協助打擊河童殭屍的河童之一，領巾顏色為黃色。渴望聯繫之人是一稀。
由於父母在國外經商而旅居國外。在和姊姊轉學回淺草時，孤單的他被一稀邀請一起踢足球，甚至組成黃金拍檔。因為心儀一稀而做過許多不堪的事情，卻從來沒有被一稀意識到。
和一稀的弟弟春河很親近，會陪同坐輪椅的春河到醫院以及沙羅的見面會。
其對得到的第一個金色希望之盤許的願是一稀喜歡的小黃瓜捲，在往後也是為了一稀而想爭取希望之盤。
在和悠剛認識時，一直要求有犯罪歷史的悠離一稀遠一點。後來在一稀不斷想拉近和悠的關係時，心存的嫉妒在春河事件解決後終於化為行動，間接導致悠的離開，被一稀視作是背叛。然而即便燕太被一稀嚴厲對待，他仍然為一稀在危難中擋下了一鎗。
燕太以名來稱一稀，但以姓來稱悠。在燕太接到悠打來的電話時，手機螢幕顯示的是漢字的久慈。
名字由来是時代劇『三匹が斬る!』主人公「燕 陣内(つばくろ じんない)」。
Keppi（聲優：諏訪部順一）
河童王國的王子兼王位第一繼承人。河童王國遭水獺覆滅時的倖存者，也是現在唯一能製造希望之盤的人。和沙羅交往中。
雖然一開始確實低頭表示有事相求，但是將一稀、悠以及燕太變成河童的關鍵則是因為他被說成是青蛙，可說是其最討厭的一件事。
在河童水獺大戰時，由於自己即將被絕望吞噬，因此把自己的尻子玉分成兩部分，另一部分變成了黑暗Keppi。黑暗Keppi被水獺改造利用之後，白Keppi為了擊敗操控慾望的水獺而不斷地對抗。
可以藉著「尻子玉榨取」的方式將人變成河童。平時為白色近乎球型的四足生物，有時則以蜘蛛的型態行動，而在尻子玉榨取時他覆蓋對方全身以變成人型。除此之外他也在解救春河的過程中變形成環形、球型、鋼管舞者等，除了被冰結時幾乎沒有限制。
新星玲央（聲優：宮野真守）
身高185cm，體重67公斤。生日是7月24日（獅子座）。血型為B型。
阿久津真武的伴侶，淺草警察署川噓交番員警。協助水獺勢力製作河童殭屍。髮色為金色，河童狀態的領巾顏色為黑色。渴望聯繫之人是真武。在先行漫畫中，和真武一同收養了沙羅。
持有的槍枝有吸、眠、擊、殺、血的功能。
Keppi的前下屬，是曾身處河童王國的警察。在河童水獺大戰時被挺身的真武保護。而在戰後醒來時被水瀨注入了承繼種族能力的血液。期望真武再次回到身邊的他，卻聽見被完全復活的真武和水獺交涉的部分過程，因此認為待在他身邊的真武不過是個被注入記憶的半成品人偶。此時其被水瀨提出以收集慾望作為幫助完成真武的條件，無奈接受。
在一稀一行人搶救春河的過程中得知白Keppi倖存，因此把挽救「他的真武」的夢想寄望於希望之盤，也為此向燕太開槍。
有一次玲央被真武所製作的人形燒感動，因而認為他的真武回來了。但是卻在撞見正在被水獺保養真武的過程後再次失望。
失去真武之後的玲央，在情緒不穩中被悠開槍射殺。
阿久津真武（聲優：細谷佳正）
身高180cm，體重60公斤。生日是3月1日（雙魚座）。血型為A型。
新星玲央的伴侶，淺草警察署川噓交番員警，Keppi的前下屬，但現協助水獺勢力製作河童殭屍。髮色為黑色，河童狀態的領巾顏色為白色。在先行漫畫中，和玲央一同收養了沙羅。
在河童水獺大戰時為了保護玲央而重傷。被水獺救治時以「和玲央之間的連結」換取「待在玲央身邊」的機會而得到水獺安置的機械心臟，但是他如果向玲央表示愛意的話心臟就會爆炸。從此之後，冷淡的他即使完全復活，亦甘願被玲央視作是半成品的人偶。
真武有時需要到地下道接受水獺的保養。
做的人型燒很受玲央喜愛。在先行漫畫中，真武喜歡玲央吃他煮的飯吃得很開心的樣子。有趣的是，真武如果不裸體就不會做菜。
為了讓玲央知道自己的真正想法，真武變成了心型頭的河童殭屍，並讓變成河童的玲央拔出他的尻子玉來了解真相。其在玲央面前表示愛意之後爆炸。
吾妻沙羅（聲優：帝子）
淺草當地節目「アサクササラテレビ」主持人。在節目中會播報新聞，並在每天早上發表「幸運自拍」的目標物。幸運自拍的目標物也都成為該集的河童殭屍目標物，目前包括了箱子、貓、沙鮻 (キス)、蕎麥麵、香包、球 (タマ)。
她在被悠試圖監禁時以河童姿態脫逃。
與河童王子ケッピ交往，稱呼其為「王子」而非名字。兩人在一次見面中，沙羅表示自己監視玲央和真武已有一段時間，並且開發了反制水獺裝置，但意外地將ケッピ關進裝置中。

矢逆春河（聲優：釘宮理恵）
一稀無血緣關係的弟弟，需要倚賴輪椅行動。吾妻沙羅的粉絲。
春河一直希望見到開心的一稀，因此把一稀丟棄的腳環交給燕太，希望他能幫助一稀重拾對足球的熱情。
在路上被玲央催眠帶走，然而在險些被變成河童殭屍時，其對一稀的情感被判定為「愛」而非「欲望」，因此被排除於殭屍轉化過程。
久慈誓（聲優：津田健次郎）
悠的哥哥。悠和誓的爸媽經營的是蕎麥麵店，然而他們過世之後，誓為了解決經濟困難以及保護悠而開始投身黑社會，甚至捲入紛爭。
誓在年輕時為了替悠頂罪向已倒地的百合鷗首領補槍，在多年後回到淺草時也因此遭到其餘黨追殺。
自小灌輸悠只有壞人才活得下去的觀念。在淺草等待悠的時候曾被敵人追殺，他將燕太推出去擋對方的刀。
在誓的通緝海報上，三張照片中包含了一張棒棒糖的照片。在小時候，誓曾送給悠同樣造型的棒棒糖，而重回淺草時，也送給了燕太類似的棒棒糖。
手機中存有悠小時候的照片，照片中的悠還熱愛著足球。在中彈後，悠發現其胸前的家族合照滿是奇異筆的污漬，而唯一被避開的只有悠。
陣内音寧（聲優：伊瀬茉莉也）
燕太的姐姐，也是同校的中学教師。
水瀨（聲優：黒田崇矢）
與河童王國對立的敵人。利用玲央和真武搾取他人的慾望，用以製作河童喪屍。口頭禪是「胡說（ウッソー）」

## 世界觀與用語
淺草
主要場景。作品基本上沿用真實存在的景物(如東京天空樹 （页面存档备份，存于）和吾妻橋)，但四處可見㋐符號。
希望之盤
由Keppi所生成的盤子，是為河童殭屍被奪走尻子玉，也就是已失去聯繫的慾望所轉化而成。表面寫有「希」字，有金色和銀色之分。金色希望之盤僅需一個便可以實現各種願望，而銀色的則要集滿五個才有等同效果。在作品中金色希望之盤出現過一次，銀色希望之盤有6次，其中一個被燕太摔毀，最後一個是因為打敗真武河童殭屍而得，連同其餘四個轉變為金色希望之盤。
尻子玉
原型為民間故事中人類屁股裡面的一個器官，也是河童覬覦的目標。在本作中就Keppi所言，人類依靠尻子玉互相建立連結，因此拔除尻子玉形同將人從世間剔除。每次打擊河童殭屍的最終目標都是拔出其尻子玉，而河童可以從拔出的尻子玉中讀取該殭屍隱匿的秘密。隨著劇情進展，可以理解尻子玉代表該個體的慾望。
尻子玉榨取
Keppi將人轉變為河童的過程。Keppi會變成人型後吞下目標，把轉變後的河童從屁股排出。這件事通常是為了打擊河童殭屍，但Keppi也曾為了讓垂死的燕太多存活了一段時間而吞下他。尻子玉被拿下後象徵人暫時脫離與塵世慾望的聯繫，以河童形態通往生與死之間的世界。另外Keppi亦可將一人之尻子玉轉予另一人，而此舉會令原有的人永久喪失與現實世界的聯繫，以河童為主體存活於異空間。儘管亦有真武與玲央借助河童和水瀨法術具現的例子，但展示形態亦不會再是現實世界最初認知的存在。
皿三昧
本作的標題，同時也是作品中在傳送尻子玉的過程。由於河童殭屍的尻子玉會在拔出後漸漸融化，必須趕緊透過皿三昧傳送給Keppi。在傳送過程中，傳送者將會生出天線般的㋐，秘密也會隨之遭到「洩漏」。據Keppi的敘述，洩漏過程所展現的秘密都是真實的。實際運作其實象徵著河童本質並無慾望，所以在傳送者恢復為人型之時，與慾望相關之事情亦會具現化。尻子玉傳送到Keppi後會被消化，河童殭屍便消失。但若在過程中對洩漏的事情有疑惑，整個皿三昧過程會失敗。
黑Keppi亦能發動一套近似皿三昧的過程，但其做法是讓人「忘記」。
慾望榨取
玲央和真武將人轉變為河童殭屍的過程。同時間玲央和真武會跳舞，直到被連帶慾望包裝於盒內的目標被轉變為河童殭屍。劇情最終暗示跳舞的力量是受水瀨影響才會變質，實際上可用作支援Keppi。

## 制作
- 原作：Ikunirappa（幾原邦彥、Lapin Track、MAPPA）
- 导演：幾原邦彦
- 首席导演：武内宣之
- 劇本統籌：幾原邦彦、内海照子
- 人物原案：ミギー（日语：ミギー）
- 人物设计、總作画監督：石川佳代子
- 概念设计：柴田勝紀、松島舞夢
- 美術監督：藤井綾香、Pablo
- 音乐：橋本由香利
- 制作：MAPPA、Lapin Track[2]

## 主题曲
片頭曲
作詞、作曲：谷口鮪，編曲、主唱：KANA-BOON
片尾曲
作詞、作曲：，編曲：the peggies、白石紗澄李，主唱：the peggies
插曲
（第1－5、7、10、11話）
作詞：幾原邦彥、內海照子，作曲：橋本由香利
主唱：矢逆一稀（村瀨步）、久慈悠（內山昂輝）、陣內燕太（堀江瞬）、河童（諏訪部順一）（第1－5、7話）
主唱：新星玲央（宮野真守）、阿久津真武（細谷佳正）、河童（諏訪部順一）（第10話）
主唱：矢逆一稀（村瀨步）、久慈悠（內山昂輝）、陣內燕太（堀江瞬）、河童（諏訪部順一）、水獺（黑田崇矢）（第11話）
（第1－7話）
作詞、作曲：，主唱：吾妻沙羅（帝子）
（第9話）
作詞、作曲：，主唱：吾妻沙羅（帝子）
（第2－5、7話）
作詞：幾原邦彥、內海照子，作曲：橋本由香利，主唱：新星玲央（宮野真守）、阿久津真武（細谷佳正）

## 各話列表
| 話數     | 日文標題 | 中文標題                     | 劇本              | 分鏡                                  | 演出                 | 作畫監督                                                                            |
| -------- | -------- | ---------------------------- | ----------------- | ------------------------------------- | -------------------- | ----------------------------------------------------------------------------------- |
| 第一皿   |          | 想聯繫在一起，卻想偽裝       | 幾原邦彥 內海照子 | 幾原邦彥、武內宣之 松嶌舞夢、柴田勝紀 | 神保昌登             | 石川佳代子、西畑亞由美 高野彌生、小林由美                                           |
| 第二皿   |          | 想联系在一起，却想剥夺       | 幾原邦彥 內海照子 | 金子伸吾                              | 金子伸吾             | 高野彌生                                                                            |
| 第三皿   |          | 想聯繫在一起，卻得不到回報   | 幾原邦彥 內海照子 | 神保昌登                              | 神保昌登             | 瀧原美樹、川妻智美                                                                  |
| 第四皿   |          | 想联系在一起，却不在身边     | 幾原邦彥 內海照子 | 武内宣之                              | 武内宣之 高野彌生    | 高野彌生、石川獎士 西畑亞由美                                                       |
| 第五皿   |          | 想聯繫在一起，卻不被允許     | 幾原邦彥 內海照子 | 牧田佳織                              | 牧田佳織             | 具志堅真由、神山麻美 梅下麻奈未、高野彌生                                           |
| 第六皿   | [ 註 2 ] | 想联系在一起，所以不会放弃   | 幾原邦彥 內海照子 | 柴田勝紀、橋本能理子                  | 柴田勝紀、橋本能理子 | 堤谷典子、具志堅真由 袖山麻美、石川獎士 高野由香里、岩井田夏帆 梅下麻奈未、本多孝敏 |
| 第七皿   |          | 想聯繫在一起，卻想背叛       | 幾原邦彥 內海照子 | 吉行龍之介                            | 橋本能理子           | 堤谷典子、瀧原美樹 袖山麻美                                                         |
| 第八皿   |          | 想联系在一起，却无法再度相会 | 幾原邦彥 內海照子 | 金子伸吾                              | 金子伸吾             | 具志堅真由、高野彌生 梅下麻奈未、高橋道子 高野由香里                                |
| 第九皿   |          | 想联系在一起，却无法传达到   | 幾原邦彥 內海照子 | 武内宣之                              | 武内宣之             | 高野彌生、石川佳代子 川妻智美、石川獎士 小園菜穗、Moaang 松嶌舞夢、武內宣之         |
| 第十皿   |          | 想聯繫在一起，卻無法聯繫     | 幾原邦彥 內海照子 | 黑澤雅之、柴田勝紀 金子伸吾           | 橋本能理子 金子伸吾  | 瀧原美樹、岩井田夏帆 高野由香里、杉薗朗子                                           |
| 第十一皿 |          | 想聯繫在一起，所以皿三昧     | 幾原邦彥 內海照子 | 幾原邦彥、松嶌舞夢 金子伸吾           | 松嶌舞夢             | Production I.G新潟 具志堅真由                                                       |

## BD與DVD
| 卷數 | 發售日期       | 收錄話數       | 規格編號      | 規格編號      |
| 卷數 | 發售日期       | 收錄話數       | BD限定版      | DVD限定版     |
| ---- | -------------- | -------------- | ------------- | ------------- |
| 1    | 2019年6月26日  | 第1話          | ANZX-14381/2  | ANZB-14381/2  |
| 2    | 2019年7月24日  | 第2話、第3話   | ANZX-14383/4  | ANZB-14383/4  |
| 3    | 2019年8月28日  | 第4話、第5話   | ANZX-14385/6  | ANZB-14385/6  |
| 4    | 2019年9月25日  | 第6話、第7話   | ANZX-14387/8  | ANZB-14387/8  |
| 5    | 2019年10月30日 | 第8話、第9話   | ANZX-14389/90 | ANZB-14389/90 |
| 6    | 2019年11月27日 | 第10話、第11話 | ANZX-14391/2  | ANZB-14391/2  |